# Kanton Le Biot
Kanton Le Biot (fr. Canton du Biot) je francouzský kanton v departementu Horní Savojsko v regionu Rhône-Alpes. Skládá se z devíti obcí.

## Obce kantonu
- La Baume
- Le Biot
- Essert-Romand
- La Forclaz
- Montriond
- Morzine
- Seytroux
- Saint-Jean-d'Aulps
- La Vernaz